# Temporada 1957-58 de los New York Knicks
La temporada 1957-58 fue la duodécima de los New York Knicks en la NBA. La temporada regular acabó con 35 victorias y 37 derrotas, ocupando el cuarto puesto de la división, no clasificándose para los playoffs.

## Elecciones en elDraft
| Ronda | Puesto | Jugador        | Posición | Nacionalidad   | Universidad     |
| ----- | ------ | -------------- | -------- | -------------- | --------------- |
| 1     | 5      | Brendan McCann | Base     | Estados Unidos | St. Bonaventure |
| 2     | 13     | Larry Friend   | Escolta  | Estados Unidos | California      |

## Temporada regular
| División Este           | División Este | División Este | División Este | División Este | División Este | División Este | División Este | División Este |
| Equipo                  | G             | P             | %             | PD            | Casa          | Fuera         | Neutral       | Div           |
| ----------------------- | ------------- | ------------- | ------------- | ------------- | ------------- | ------------- | ------------- | ------------- |
| x-Boston Celtics        | 49            | 23            | .681          | -             | 25-4          | 16-13         | 8-6           | 20-16         |
| x-Syracuse Nationals    | 41            | 31            | .569          | 8             | 26-5          | 8-20          | 7-6           | 21-15         |
| x-Philadelphia Warriors | 37            | 35            | .514          | 12            | 15-11         | 11-19         | 11-5          | 17-19         |
| New York Knicks         | 35            | 37            | .486          | 14            | 16-12         | 11-18         | 8-7           | 14-22         |

## Estadísticas
| Rk | Jugador        | Edad | P  | PT | MP   | TC  | TCI  | %TC  | 3P | 3PI | %3P | TL  | TLI | %TL  | RO | RD | RT   | AS  | RB | TAP | BP | FP  | PTS  |
| 1  | Kenny Sears    | 24   | 72 |    | 37.3 | 6.2 | 14.1 | .439 |    |     |     | 6.3 | 7.6 | .822 |    |    | 10.9 | 1.8 |    |     |    | 3.5 | 18.6 |
| 2  | Willie Naulls  | 23   | 68 |    | 34.8 | 6.9 | 17.5 | .397 |    |     |     | 4.2 | 5.1 | .826 |    |    | 11.8 | 1.4 |    |     |    | 3.2 | 18.1 |
| 3  | Carl Braun     | 30   | 71 |    | 34.9 | 6.0 | 14.3 | .418 |    |     |     | 4.5 | 5.3 | .849 |    |    | 4.6  | 5.5 |    |     |    | 2.6 | 16.5 |
| 4  | Richie Guerin  | 25   | 63 |    | 37.6 | 5.5 | 15.4 | .354 |    |     |     | 5.6 | 8.1 | .691 |    |    | 7.8  | 5.0 |    |     |    | 3.2 | 16.5 |
| 5  | Ray Felix      | 27   | 72 |    | 23.7 | 4.2 | 9.6  | .442 |    |     |     | 3.8 | 5.4 | .697 |    |    | 10.4 | 0.7 |    |     |    | 3.9 | 12.2 |
| 6  | Ron Sobie      | 23   | 55 |    | 25.4 | 3.9 | 9.8  | .403 |    |     |     | 3.6 | 4.3 | .820 |    |    | 4.8  | 2.3 |    |     |    | 2.7 | 11.5 |
| 7  | Guy Sparrow    | 25   | 72 |    | 23.1 | 4.4 | 11.6 | .379 |    |     |     | 2.3 | 3.6 | .642 |    |    | 6.4  | 1.0 |    |     |    | 3.2 | 11.1 |
| 8  | Charlie Tyra   | 22   | 68 |    | 17.4 | 2.6 | 7.2  | .357 |    |     |     | 2.2 | 3.3 | .670 |    |    | 7.1  | 0.5 |    |     |    | 2.6 | 7.4  |
| 9  | Mel Hutchins   | 29   | 18 |    | 21.3 | 2.8 | 7.3  | .389 |    |     |     | 1.3 | 2.4 | .558 |    |    | 4.8  | 1.9 |    |     |    | 1.7 | 7.0  |
| 10 | Larry Friend   | 22   | 44 |    | 12.9 | 1.7 | 5.1  | .327 |    |     |     | 0.6 | 0.9 | .659 |    |    | 2.4  | 1.1 |    |     |    | 1.2 | 4.0  |
| 11 | Art Spoelstra  | 25   | 17 |    | 12.2 | 1.2 | 3.9  | .303 |    |     |     | 1.6 | 2.2 | .730 |    |    | 3.0  | 0.4 |    |     |    | 2.5 | 3.9  |
| 12 | Phil Jordon    | 24   | 12 |    | 6.3  | 1.3 | 2.8  | .471 |    |     |     | 0.4 | 0.5 | .833 |    |    | 2.0  | 0.4 |    |     |    | 0.9 | 3.1  |
| 13 | Brendan McCann | 22   | 36 |    | 8.2  | 0.6 | 2.8  | .220 |    |     |     | 0.7 | 1.0 | .676 |    |    | 1.3  | 1.5 |    |     |    | 0.9 | 1.9  |
| 14 | Ron Shavlik    | 24   | 1  |    | 2.0  | 0.0 | 1.0  | .000 |    |     |     | 0.0 | 0.0 |      |    |    | 1.0  | 0.0 |    |     |    | 0.0 | 0.0  |